# Murtalbahn
| Triebwagen und Dampfzug im Bahnhof Ramingstein-Thomatal |                         |                                                             |                                                             |
| |                         |                                                             |                                                             |
| Kursbuchstrecke (ÖBB): | 630                     |                                                             |                                                             |
| Streckenlänge: | 76,112 km               |                                                             |                                                             |
| Spurweite: | 760 mm (Bosnische Spur) |                                                             |                                                             |
| Maximale Neigung: | 23 ‰                    |                                                             |                                                             |
| Minimaler Radius: | 90 m                    |                                                             |                                                             |
| Streckengeschwindigkeit: | 70 km/h                 |                                                             |                                                             |
| |                         |                                                             |                                                             |
| \| \| \| von St. Michael \| \| \| \| 0,000 \| Unzmarkt (Übergang zur Rudolfsbahn) \| 733 m ü. A. \| \| \| \| Rudolfsbahn \| \| \| \| 1,800 \| Wallersbach \| Wallersbach \| \| \| 6,369 \| Lind b.Scheifling \| 736 m ü. A. \| \| \| \| Wölzer Bach \| \| \| \| 8,921 \| Niederwölz \| 741 m ü. A. \| \| \| \| Mur \| \| \| \| 10,686 \| Teufenbach \| 745 m ü. A. \| \| \| 12,926 \| Puxerboden \| Puxerboden \| \| \| 15,322 \| Frojach \| 763 m ü. A. \| \| \| \| Anschluss Eisenbahnmuseum Frojach \| \| \| \| 17,273 \| Saurau \| 769 m ü. A. \| \| \| 20,266 \| Triebendorf \| 769 m ü. A. \| \| \| 23,900 \| Gestüthof (bis 2008) \| 784 m ü. A. \| \| \| \| Lassnitzbach \| \| \| \| 26,313 \| St. Egidi \| St. Egidi \| \| \| 26,950 \| Murau \| 809 m ü. A. \| \| \| 27,567 \| Murau-St. Leonhard \| Murau-St. Leonhard \| \| \| \| Murauer Tunnel (102 m) \| \| \| \| 29,200 \| Murau West \| Murau West \| \| \| 31,303 \| Kaindorf im Murtal \| 827 m ü. A. \| \| \| 32,670 \| Marbach Golfplatz \| Marbach Golfplatz \| \| \| 33,000 \| St. Lorenzen ob Murau Ost \| St. Lorenzen ob Murau Ost \| \| \| 34,070 \| St. Lorenzen ob Murau \| 850 m ü. A. \| \| \| 34,298 \| Kreischberg Talstation \| Kreischberg Talstation \| \| \| 35,232 \| Lutzmannsdorf \| 853 m ü. A. \| \| \| 37,280 \| Cäciliabrücke (bis 2014) \| 857 m ü. A. \| \| \| 38,635 \| Wandritsch Betriebsausweiche \| Wandritsch Betriebsausweiche \| \| \| 39,460 \| St. Ruprecht ob Murau \| 858 m ü. A. \| \| \| 41,133 \| Falkendorf \| Falkendorf \| \| \| 43,294 \| Hagendorf \| Hagendorf \| \| \| \| Paalbach \| \| \| \| 43,950 \| Stadl a. d. Mur \| 891 m ü. A. \| \| \| 47,244 \| Einach \| Einach \| \| \| 48,550 \| Predlitz Ladin (seit 2008 nur Ladestelle) \| 910 m ü. A. \| \| \| 48,980 \| Predlitz Pichl (bis 1. April 1991 Pichl) \| Predlitz Pichl (bis 1. April 1991 Pichl) \| \| \| \| Mur \| \| \| \| 50,110 \| Predlitz-Turrach \| 910 m ü. A. \| \| \| -------- \| Landesgrenze Steiermark / Salzburg \| Landesgrenze Steiermark / Salzburg \| \| \| \| Kendlbruck-Tunnel (34 m) \| \| \| \| 52,440 \| Kendlbruck Betriebsausweiche \| Kendlbruck Betriebsausweiche \| \| \| 53,829 \| Hintering \| Hintering \| \| \| 55,651 \| Ramingstein 960 m ü. A. \| Ramingstein 960 m ü. A. \| \| \| \| Ramingstein-Tunnel (98 m) \| \| \| \| 56,679 \| Ramingstein-Thomatal \| 967 m ü. A. \| \| \| 57,352 \| Madling \| 985 m ü. A. \| \| \| \| Mur \| \| \| \| 63,659 \| Tamsweg-St. Leonhard \| 1012 m ü. A. \| \| \| \| Mur \| \| \| \| \| Leißnitzbach \| \| \| \| 64,320 \| Tamsweg bis hierhin StB-Personenverkehr \| 1019 m ü. A. \| \| \| \| Anschlussbahn Lagerhaus Tamsweg \| \| \| \| \| Ladestelle Sägewerk Graggaber bis hierhin StLB-Güterverkehr \| \| \| \| \| Sperrschuh \| \| \| \| \| Lessachbach \| \| \| \| 65,850 \| Wölting \| 1036 m ü. A. \| \| \| 66,30 \| St. Andrä-Wölting ab hier Taurachbahn-Museumsverkehr \| St. Andrä-Wölting ab hier Taurachbahn-Museumsverkehr \| \| \| \| ehemaliger Anschluss Funcke \| \| \| \| \| Landesstraße 222 \| \| \| \| \| Göriachbach \| \| \| \| 66,50 \| Beginn Neutrassierung von 1984/85 \| Beginn Neutrassierung von 1984/85 \| \| \| 66,60 \| St. Andrä-Göriach \| St. Andrä-Göriach \| \| \| 66,70 \| St. Andrä-Andlwirt \| St. Andrä-Andlwirt \| \| \| 68,50 \| Ende Neutrassierung von 1984/85 \| Ende Neutrassierung von 1984/85 \| \| \| 68,50 \| Lintsching \| Lintsching \| \| \| 68,60 \| Lignitzbach \| Lignitzbach \| \| \| 70,80 \| Südliche Taurach \| Südliche Taurach \| \| \| 71,10 \| Mariapfarr \| Mariapfarr \| \| \| \| Gröbendorf \| \| \| \| 74,10 \| Steindorf-Fanningberg \| Steindorf-Fanningberg \| \| \| 76,112 \| Mauterndorf \| 1116 m ü. A. \| |                         |                                                             |                                                             |
| Strecke |                         | von St. Michael                                             | von St. Michael                                             |
| Bahnhof · Kopfbahnhof Streckenanfang | 0,000                   | Unzmarkt (Übergang zur Rudolfsbahn)                         | 733 m ü. A.                                                 |
| Strecke nach links · Kreuzung geradeaus unten |                         | Rudolfsbahn                                                 | Rudolfsbahn                                                 |
| Haltepunkt / Haltestelle | 1,800                   | Wallersbach                                                 | Wallersbach                                                 |
| Haltepunkt / Haltestelle | 6,369                   | Lind b.Scheifling                                           | 736 m ü. A.                                                 |
| Brücke über Wasserlauf |                         | Wölzer Bach                                                 | Wölzer Bach                                                 |
| Bahnhof | 8,921                   | Niederwölz                                                  | 741 m ü. A.                                                 |
| Brücke über Wasserlauf |                         | Mur                                                         | Mur                                                         |
| Bahnhof | 10,686                  | Teufenbach                                                  | 745 m ü. A.                                                 |
| Haltepunkt / Haltestelle | 12,926                  | Puxerboden                                                  | Puxerboden                                                  |
| Bahnhof | 15,322                  | Frojach                                                     | 763 m ü. A.                                                 |
| Abzweig geradeaus und von rechts |                         | Anschluss Eisenbahnmuseum Frojach                           | Anschluss Eisenbahnmuseum Frojach                           |
| Haltepunkt / Haltestelle | 17,273                  | Saurau                                                      | 769 m ü. A.                                                 |
| Haltepunkt / Haltestelle | 20,266                  | Triebendorf                                                 | 769 m ü. A.                                                 |
| ehemaliger Haltepunkt / Haltestelle | 23,900                  | Gestüthof (bis 2008)                                        | 784 m ü. A.                                                 |
| Brücke über Wasserlauf |                         | Lassnitzbach                                                | Lassnitzbach                                                |
| Haltepunkt / Haltestelle | 26,313                  | St. Egidi                                                   | St. Egidi                                                   |
| Bahnhof | 26,950                  | Murau                                                       | 809 m ü. A.                                                 |
| Haltepunkt / Haltestelle | 27,567                  | Murau-St. Leonhard                                          | Murau-St. Leonhard                                          |
| Tunnel |                         | Murauer Tunnel (102 m)                                      | Murauer Tunnel (102 m)                                      |
| Haltepunkt / Haltestelle | 29,200                  | Murau West                                                  | Murau West                                                  |
| Haltepunkt / Haltestelle | 31,303                  | Kaindorf im Murtal                                          | 827 m ü. A.                                                 |
| Haltepunkt / Haltestelle | 32,670                  | Marbach Golfplatz                                           | Marbach Golfplatz                                           |
| Haltepunkt / Haltestelle | 33,000                  | St. Lorenzen ob Murau Ost                                   | St. Lorenzen ob Murau Ost                                   |
| Bahnhof | 34,070                  | St. Lorenzen ob Murau                                       | 850 m ü. A.                                                 |
| Haltepunkt / Haltestelle | 34,298                  | Kreischberg Talstation                                      | Kreischberg Talstation                                      |
| Haltepunkt / Haltestelle | 35,232                  | Lutzmannsdorf                                               | 853 m ü. A.                                                 |
| ehemaliger Haltepunkt / Haltestelle | 37,280                  | Cäciliabrücke (bis 2014)                                    | 857 m ü. A.                                                 |
| Bahnhof | 38,635                  | Wandritsch Betriebsausweiche                                | Wandritsch Betriebsausweiche                                |
| Haltepunkt / Haltestelle | 39,460                  | St. Ruprecht ob Murau                                       | 858 m ü. A.                                                 |
| Haltepunkt / Haltestelle | 41,133                  | Falkendorf                                                  | Falkendorf                                                  |
| Haltepunkt / Haltestelle | 43,294                  | Hagendorf                                                   | Hagendorf                                                   |
| Brücke über Wasserlauf |                         | Paalbach                                                    | Paalbach                                                    |
| Bahnhof | 43,950                  | Stadl a. d. Mur                                             | 891 m ü. A.                                                 |
| Haltepunkt / Haltestelle | 47,244                  | Einach                                                      | Einach                                                      |
| Blockstelle | 48,550                  | Predlitz Ladin (seit 2008 nur Ladestelle)                   | 910 m ü. A.                                                 |
| Haltepunkt / Haltestelle | 48,980                  | Predlitz Pichl (bis 1. April 1991 Pichl)                    | Predlitz Pichl (bis 1. April 1991 Pichl)                    |
| Brücke über Wasserlauf |                         | Mur                                                         | Mur                                                         |
| Haltepunkt / Haltestelle | 50,110                  | Predlitz-Turrach                                            | 910 m ü. A.                                                 |
| Grenze | --------                | Landesgrenze Steiermark / Salzburg                          | Landesgrenze Steiermark / Salzburg                          |
| Tunnel |                         | Kendlbruck-Tunnel (34 m)                                    | Kendlbruck-Tunnel (34 m)                                    |
| Bahnhof | 52,440                  | Kendlbruck Betriebsausweiche                                | Kendlbruck Betriebsausweiche                                |
| Haltepunkt / Haltestelle | 53,829                  | Hintering                                                   | Hintering                                                   |
| Haltepunkt / Haltestelle | 55,651                  | Ramingstein 960 m ü. A.                                     | Ramingstein 960 m ü. A.                                     |
| Tunnel |                         | Ramingstein-Tunnel (98 m)                                   | Ramingstein-Tunnel (98 m)                                   |
| Bahnhof | 56,679                  | Ramingstein-Thomatal                                        | 967 m ü. A.                                                 |
| Haltepunkt / Haltestelle | 57,352                  | Madling                                                     | 985 m ü. A.                                                 |
| Brücke über Wasserlauf |                         | Mur                                                         | Mur                                                         |
| Haltepunkt / Haltestelle | 63,659                  | Tamsweg-St. Leonhard                                        | 1012 m ü. A.                                                |
| Brücke über Wasserlauf |                         | Mur                                                         | Mur                                                         |
| Brücke über Wasserlauf |                         | Leißnitzbach                                                | Leißnitzbach                                                |
| Bahnhof | 64,320                  | Tamsweg bis hierhin StB-Personenverkehr                     | 1019 m ü. A.                                                |
| Blockstelle |                         | Anschlussbahn Lagerhaus Tamsweg                             | Anschlussbahn Lagerhaus Tamsweg                             |
| Blockstelle |                         | Ladestelle Sägewerk Graggaber bis hierhin StLB-Güterverkehr | Ladestelle Sägewerk Graggaber bis hierhin StLB-Güterverkehr |
| Wechsel des Eisenbahninfrastrukturunternehmens |                         | Sperrschuh                                                  | Sperrschuh                                                  |
| Brücke über Wasserlauf |                         | Lessachbach                                                 | Lessachbach                                                 |
| Haltepunkt / Haltestelle | 65,850                  | Wölting                                                     | 1036 m ü. A.                                                |
| Dienststation / Betriebs- oder Güterbahnhof | 66,30                   | St. Andrä-Wölting ab hier Taurachbahn-Museumsverkehr        | St. Andrä-Wölting ab hier Taurachbahn-Museumsverkehr        |
| Abzweig geradeaus und ehemals nach links |                         | ehemaliger Anschluss Funcke                                 | ehemaliger Anschluss Funcke                                 |
| Brücke |                         | Landesstraße 222                                            | Landesstraße 222                                            |
| Brücke über Wasserlauf |                         | Göriachbach                                                 | Göriachbach                                                 |
| Strecke von links · Abzweig ehemals geradeaus und nach rechts | 66,50                   | Beginn Neutrassierung von 1984/85                           | Beginn Neutrassierung von 1984/85                           |
| Strecke · Haltepunkt / Haltestelle (Strecke außer Betrieb) | 66,60                   | St. Andrä-Göriach                                           | St. Andrä-Göriach                                           |
| Haltepunkt / Haltestelle · Strecke (außer Betrieb) | 66,70                   | St. Andrä-Andlwirt                                          | St. Andrä-Andlwirt                                          |
| Strecke nach links · Abzweig ehemals geradeaus und von rechts | 68,50                   | Ende Neutrassierung von 1984/85                             | Ende Neutrassierung von 1984/85                             |
| Haltepunkt / Haltestelle | 68,50                   | Lintsching                                                  | Lintsching                                                  |
| Brücke über Wasserlauf | 68,60                   | Lignitzbach                                                 | Lignitzbach                                                 |
| Brücke über Wasserlauf | 70,80                   | Südliche Taurach                                            | Südliche Taurach                                            |
| Bahnhof | 71,10                   | Mariapfarr                                                  | Mariapfarr                                                  |
| Haltepunkt / Haltestelle |                         | Gröbendorf                                                  | Gröbendorf                                                  |
| ehemaliger Haltepunkt / Haltestelle | 74,10                   | Steindorf-Fanningberg                                       | Steindorf-Fanningberg                                       |
| Kopfbahnhof Streckenende | 76,112                  | Mauterndorf                                                 | 1116 m ü. A.                                                |

Die Murtalbahn ist eine Schmalspurbahn mit einer Spurweite von 760 Millimetern (Bosnische Spurweite), die von Unzmarkt im österreichischen Bundesland Steiermark über Murau und Tamsweg nach Mauterndorf im Bundesland Salzburg führt.
Die Strecke ist nach der Mariazellerbahn die zweitlängste Schmalspurbahn Österreichs und wird bis Tamsweg von der Steiermarkbahn (StB) betrieben. Bis dort folgt sie dem Tal des namensgebenden Flusses Mur. Die Strecke bis Tamsweg ist sowohl in den Salzburger Verkehrsverbund als auch in den Verkehrsverbund Steiermark integriert. Der Restabschnitt wurde nach Einstellung des regulären Betriebs von der Taurachbahn-Gesellschaft gepachtet. Diese ist eine Unterorganisation des Club 760 und führt von St. Andrä im Lungau bis Mauterndorf einen saisonalen Museumseisenbahnbetrieb mit eigener Konzession durch. Der Name leitet sich von der Südlichen Taurach ab, entlang derer die Bahn im oberen Abschnitt verläuft.

## Geschichte

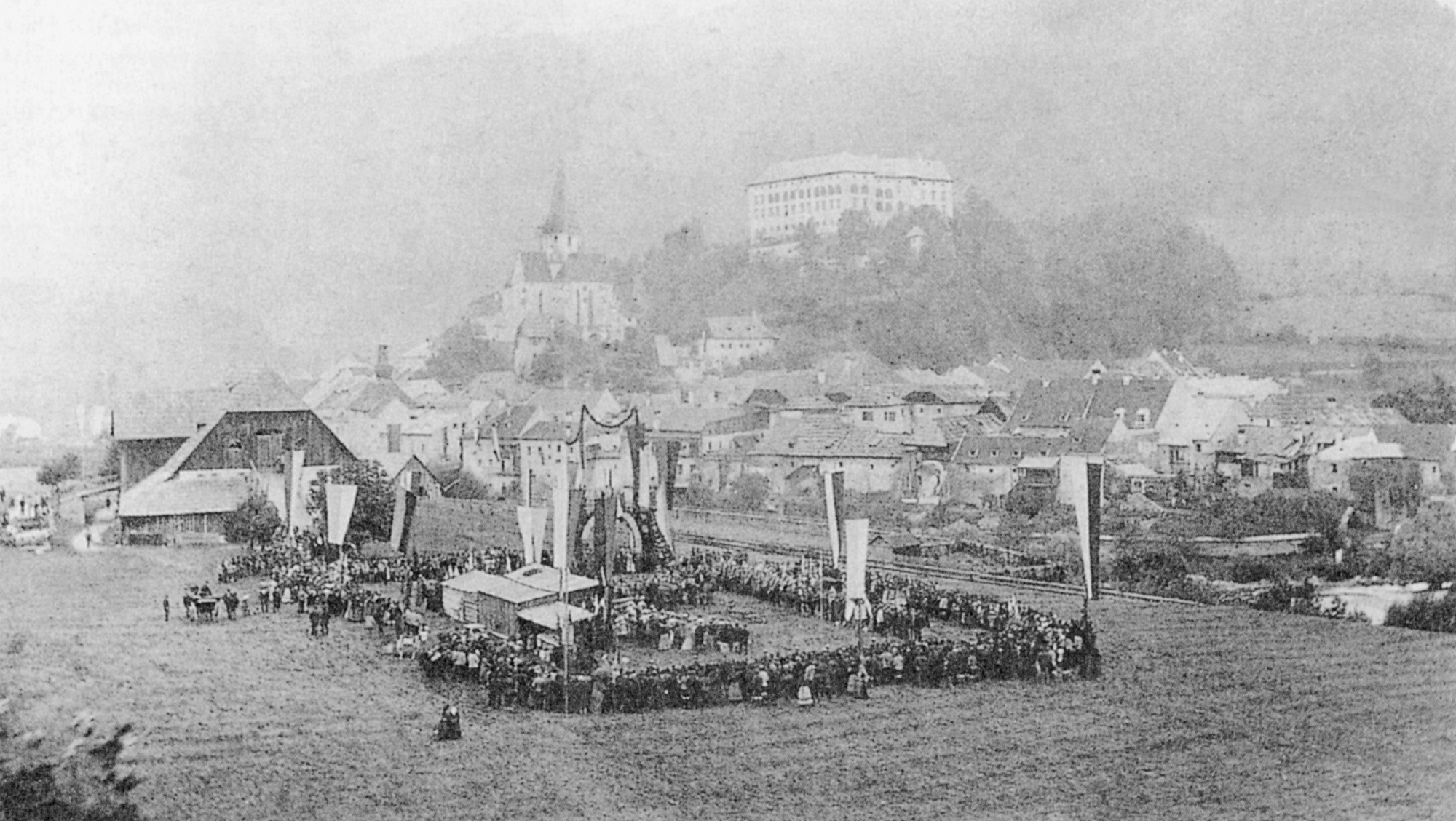
Grundsteinlegung in Murau, 1883

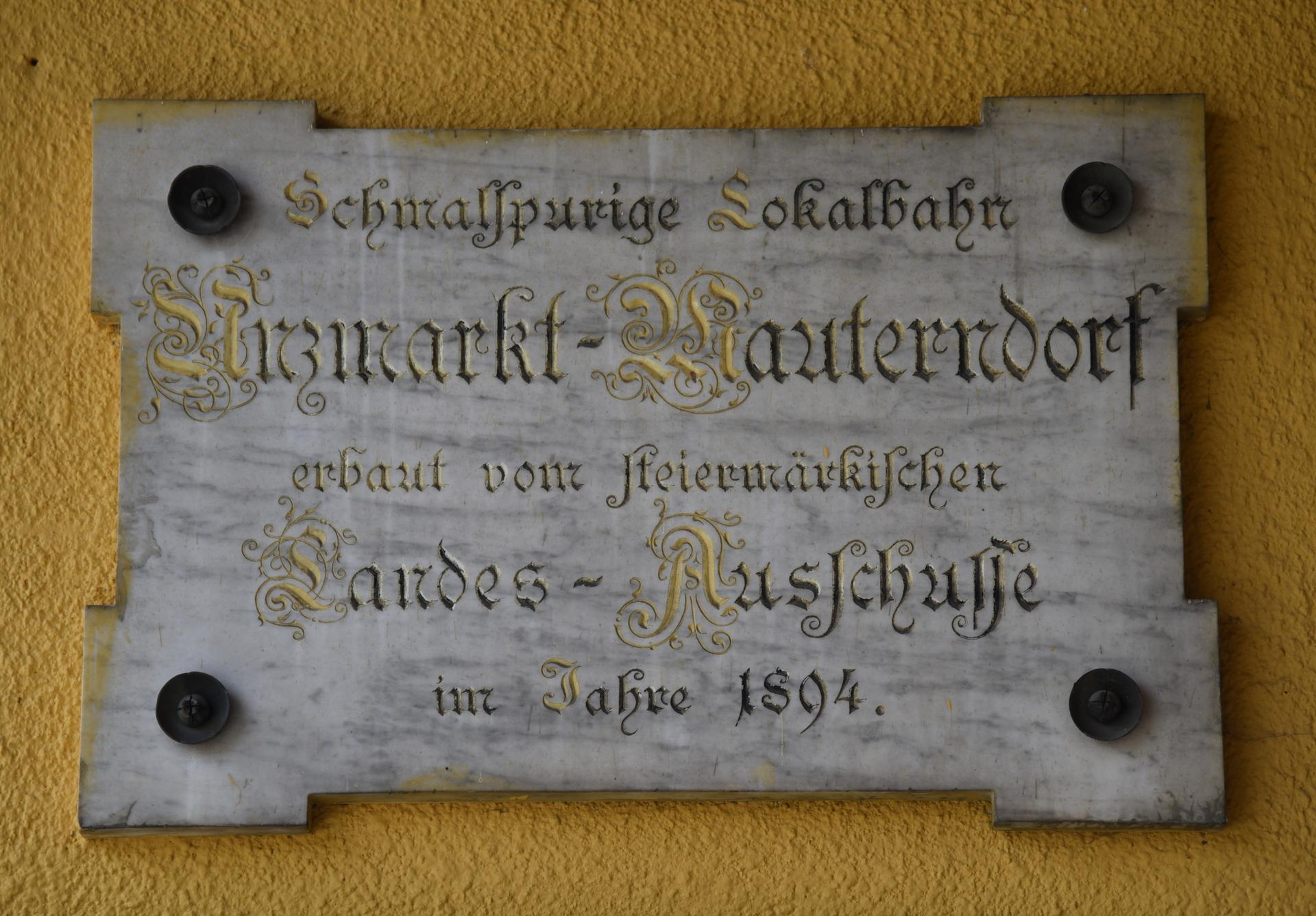
Gedenkstein zur Eröffnung in Mauterndorf

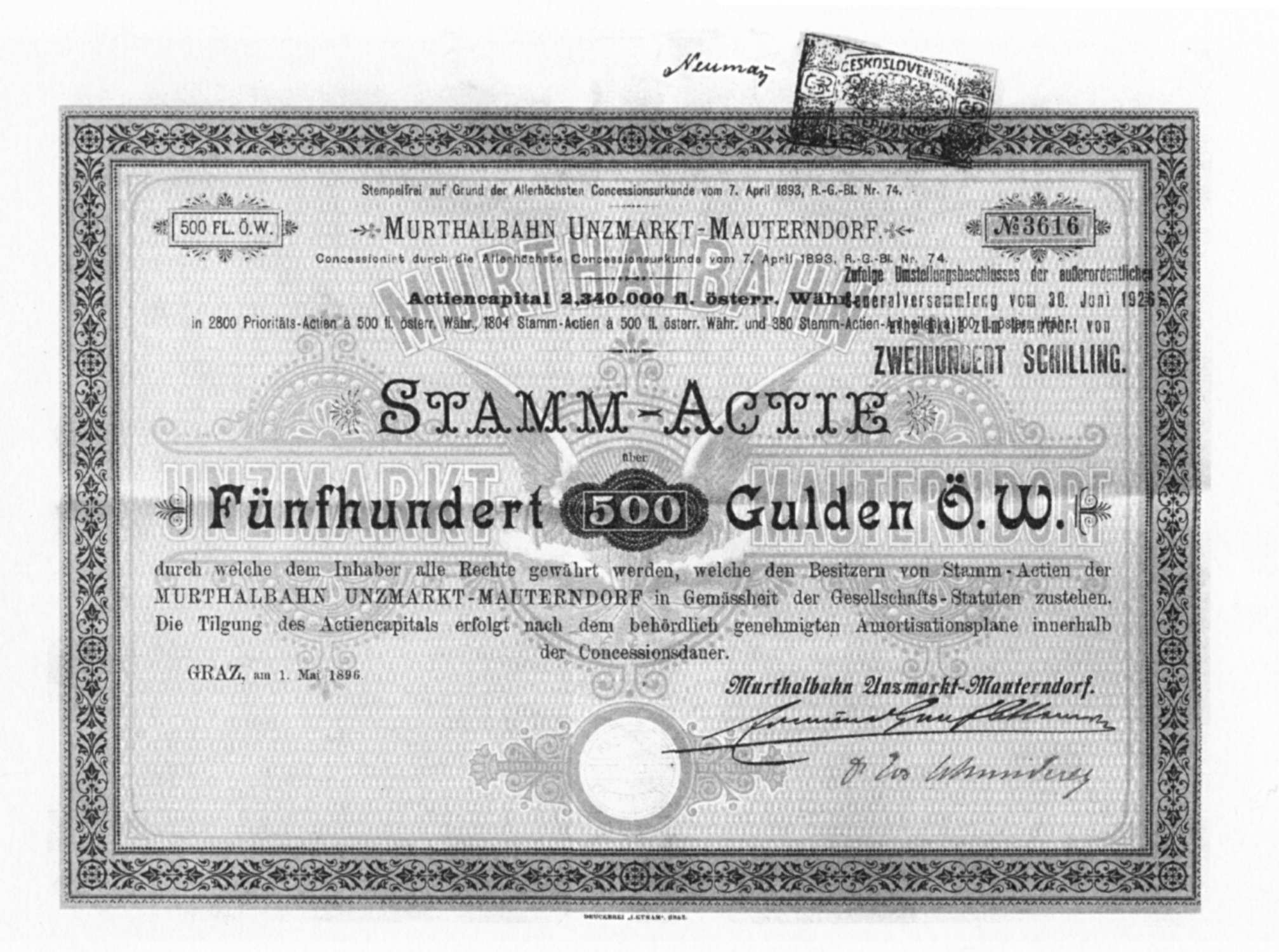
Aktie der Murthalbahn Unzmarkt-Mauterndorf von 1895

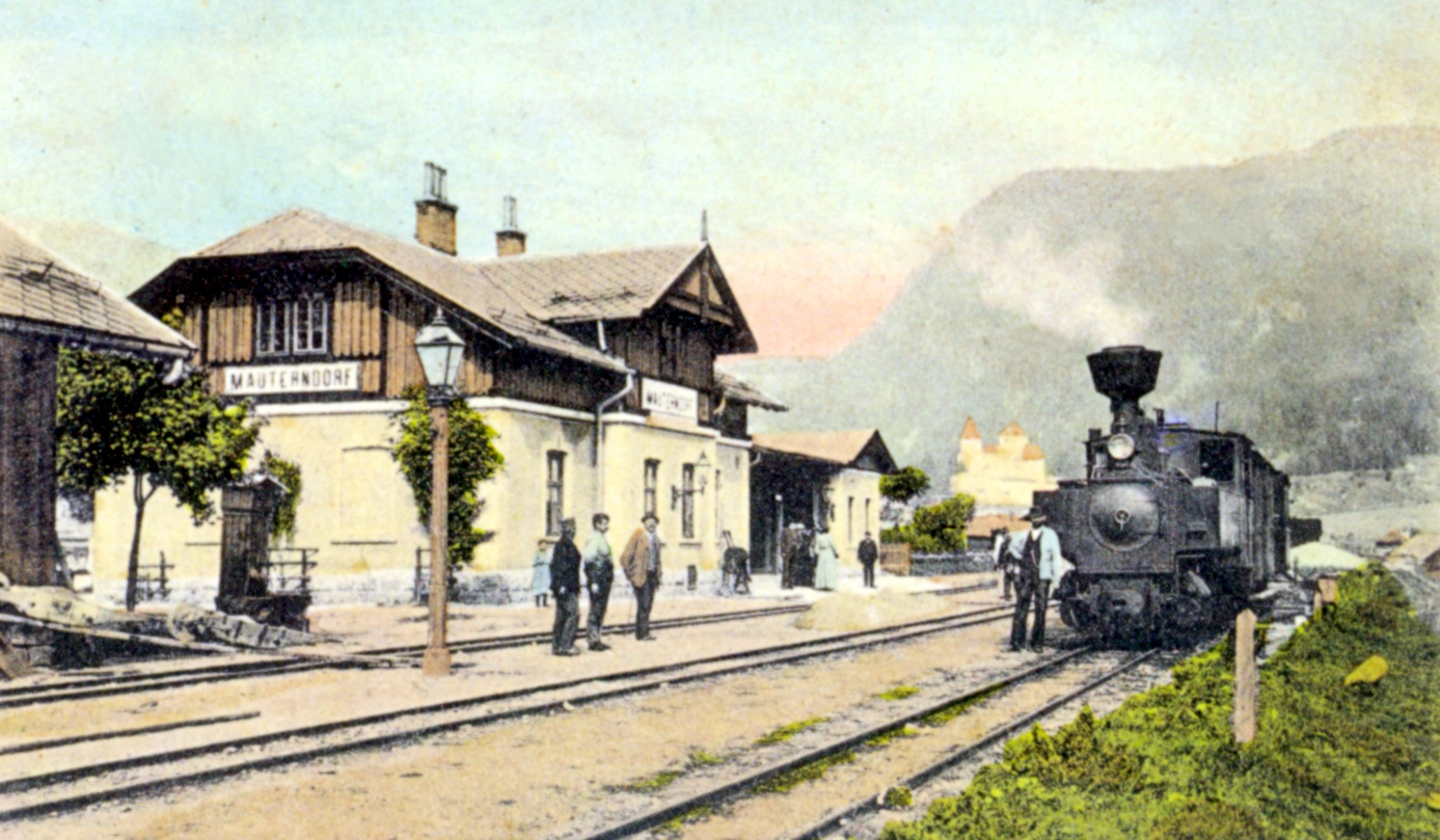
Bahnhof Mauterndorf um 1900, colorierte Postkarte

Bereits 1883 traten die ersten Interessenten für den Erwerb einer Konzession für eine von der Rudolfsbahn abzweigende Eisenbahnstrecke in den Bezirk Murau in Erscheinung. 1888 scheiterte Ing. Hermann Ritter mit einem Projekt für eine Lokalbahn Sankt Lambrecht–Murau–Tamsweg–Mauterndorf. 1889 versuchte sich das Bauunternehmen Stern & Hafferl als Konzessionwerber, doch auch hier scheiterte das Projekt wegen zu hoher Kosten.
Am 31. März 1892 beschloss der Steiermärkische Landtag aus Kostengründen, die Murtalbahn als Schmalspurbahn anlegen zu lassen. Die Zentralregierung in Wien bestand wie bei zahlreichen anderen Bahnprojekten aus strategischen Gründen auf einer Spurweite von 760 mm. Am 7. April 1893 wurde dem steiermärkischen Landesausschuss die Konzession zum Bau und zum Betrieb der Lokalbahn Unzmarkt – Mauterndorf für 90 Jahre genehmigt. Für die Planung zeichnete Karl Wurmb verantwortlich, zu diesem Zeitpunkt Direktor des Steiermärkischen Eisenbahnamtes. Mit wenigen Ausnahmen wurde die Trasse bezüglich Bogenradien und Neigungsverhältnissen für einen allfälligen Umbau auf Normalspur ausgelegt. Der Bau wurde der Firma Stern &Hafferl übertragen. Der Spatenstich erfolgte am 27. August 1893 durch Adolph Joseph Fürst Schwarzenberg. Am 22. September 1894 fanden bereits die ersten Probefahrten statt. Am 7. Oktober 1894 war die 76,230 km lange Bahnstrecke von Unzmarkt nach Mauterndorf fertiggestellt und wurde am folgenden Tag feierlich eröffnet. An der Eröffnung nahmen Handelsminister Ladislaus Gundacker Graf Wurmbrand, der Präsident der k.k. Staatsbahnen, Leon Ritter von Bilinski und der spätere Eisenbahnminister Heinrich von Wittek teil. Die damalige Streckenhöchstgeschwindigkeit wurde mit 30 km/h festgelegt. Ausgenommen davon war der Abschnitt Ramingstein-Thomatal–Tamsweg. Hier galt eine Streckenhöchstgeschwindigkeit von 25 km/h.
Schon damals wurden auf der Murtalbahn zur Verständigung zwischen den Bahnhöfen und den auf der Strecke befindlichen Zügen Telefone eingesetzt. Die Murtalbahn war somit die erste Bahn Österreichs, die das Zugmeldeverfahren mittels Telefon durchführte.
Die feierliche Eröffnung der Murtalbahn wurde am 8. Oktober 1894 mit einem Sonderzug von Leoben nach Unzmarkt zelebriert, der knapp 200 Feiergäste nach Unzmarkt brachte. Zitat des damaligen Bürgermeisters Josef Mitteregger bei der Eröffnungsrede: „Die Teilnahme an dieser Feier sowohl seitens der Bevölkerung von Murau wie der Umgebung möge beweisen, welches Interesse besteht. Unser lang gehegter Wunsch nach einer Eisenbahnverbindung ist nun in Erfüllung gegangen, mit dem nächsten Zug wird unsere Bahn dem allgemeinen Verkehr dienen und unser stilles Tal wieder beleben. Das verdanken wir dem hohen Steiermärkischen Landtag und hervorragenden Männern des Landes.“

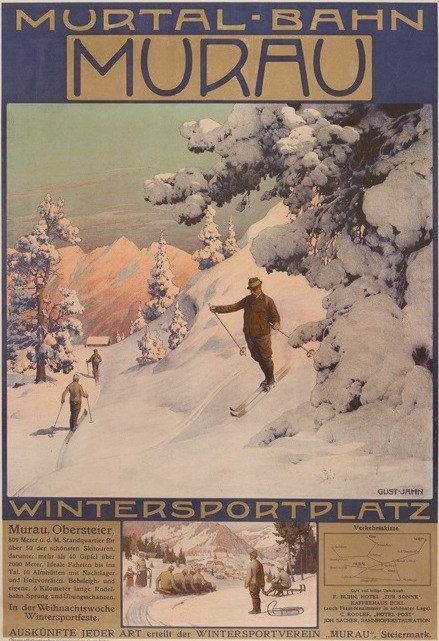
Werbeplakat von Gustav Jahn (1906)

Die ersten Betriebsjahre der Murtalbahn liefen nur schleppend. Doch von Jahr zu Jahr brachte die Murtalbahn mehr Touristen in die Stadt Murau, und 1896 gab es auch starke Zunahmen im Güterverkehr.
Zum Beschleunigen des Verkehrs wurden mit 1. Oktober 1912 die Haltestellen Gestüthof, Cäciliabrücke, Kendlbruck, Madling, Lintsching und Steindorf-Faningberg in Bedarfshaltestellen umgewandelt.
In der Zeit von 1933 bis 1939 kamen die ersten Austro-Daimler-Benzintriebwagen VT/s zum Einsatz, die eine Höchstgeschwindigkeit von 60 km/h erreichten. Allerdings musste später wieder auf Dampf umgestiegen werden, denn die Triebwagen liefen nicht problemlos. Unfälle, technische Schwierigkeiten, Treibstoffmangel und Reparaturanfälligkeiten führten dazu, dass die Triebwagen 1939 wieder ersetzt wurden.
Am 1. Juli 1942 übernahm das Land Steiermark die Murtalbahn. Die Aktiengesellschaft Murtalbahn Unzmarkt–Mauterndorf wurde aufgelöst und das Vermögen dem Land Steiermark übertragen. Zuerst wurde die Murtalbahn unter der Bezeichnung Gaueisenbahn Unzmarkt–Mauterndorf und nach Kriegsende als Landesbahn Unzmarkt–Mauterndorf (U–M) geführt.

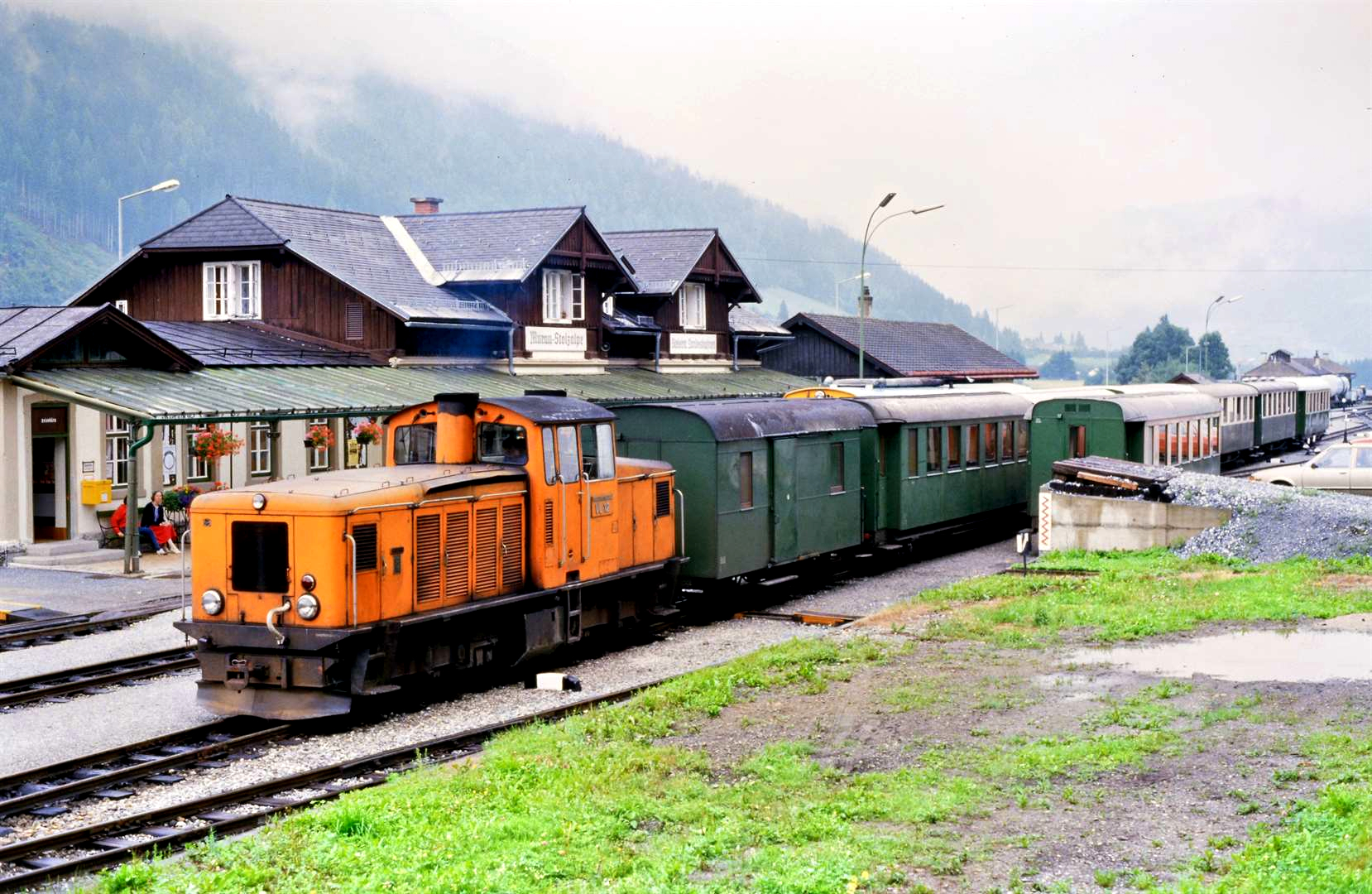
Zug mit Diesellokomotive VL 12 im Bahnhof Murau-Stolzalpe (1984)

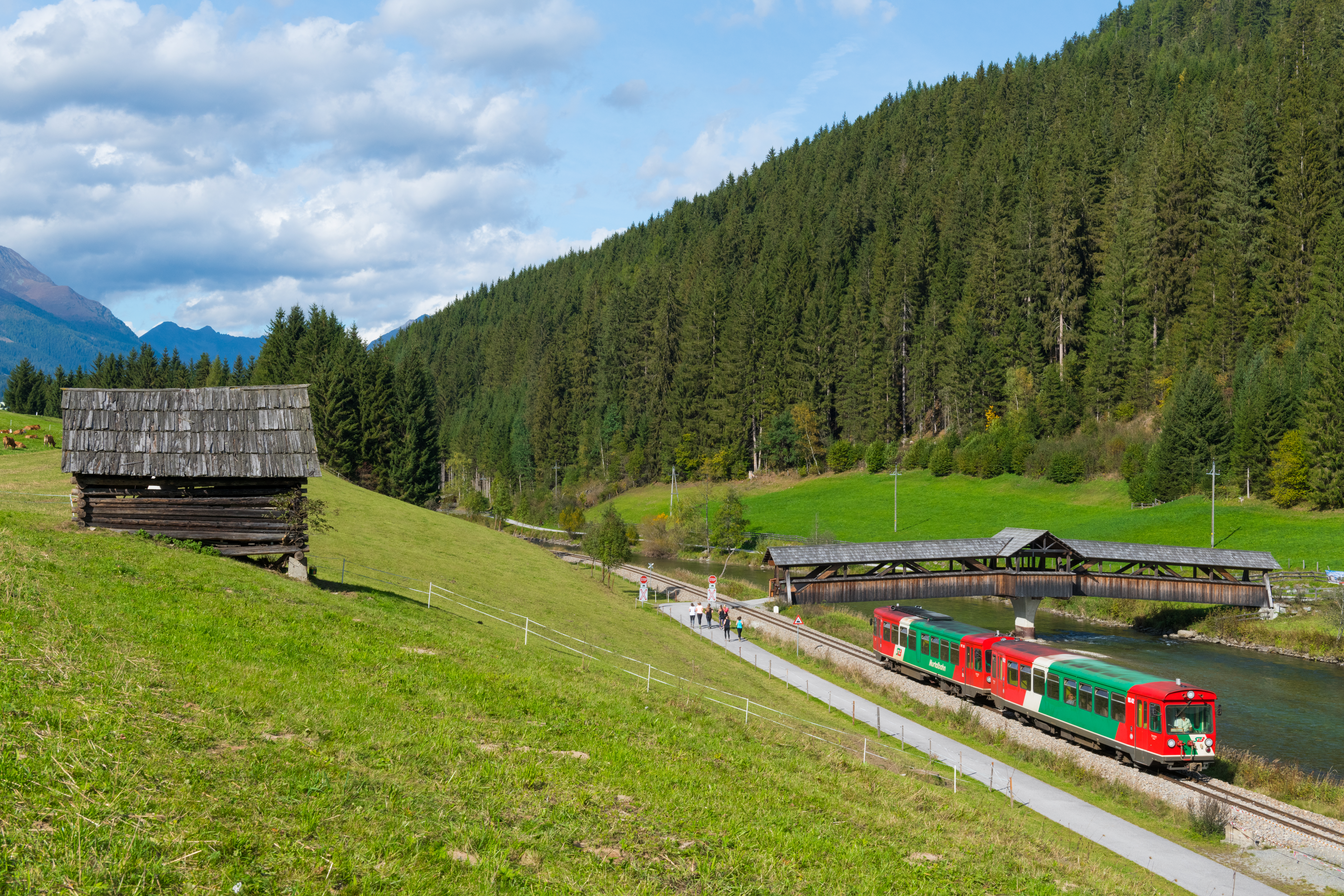
Triebwagenzug zwischen Tamsweg und Ramingstein (Sept. 2019)

In den Jahren 1964 bis 1967 wurden die ersten dieselelektrischen Lokomotiven angeschafft. Mit der Umstellung auf diese Technik schien das Zeitalter der Dampflokomotiven vorbei.
Eisenbahnliebhaber, Bahnverantwortliche und Fremdenverkehrsmanager setzen sich jedoch weiter für Dampflokomotiven ein. Somit erschienen im Jahr 1968 die Dampfbummelzüge. Seit 1969 sind diese fester Bestandteil des Fahrplanes der Murtalbahn. Um zusätzliches Interesse an der Murtalbahn zu wecken, wurde 1969 die Idee der Amateurlokfahrten geboren. Diese wurden mit der Dampflokomotive Stainz 2, mit Baujahr 1892 die älteste Lokomotive der Steiermärkischen Landesbahnen, durchgeführt. Seit dieser Zeit hat jeder die Möglichkeit, einmal selbst eine Dampflokomotive zu führen.
Probleme gab es jedoch mit der Teilstrecke Tamsweg–Mauterndorf. Die 11 km lange Trasse im Lungau verläuft nicht ideal, die Haltestellen sind von den Orten zu weit entfernt und daher für die Bevölkerung unattraktiv. Aufgrund der mangelnden Auslastung musste am 31. März 1973 der öffentliche Personenverkehr und am 1. September 1981 schließlich der zunächst verbliebene Güterverkehr eingestellt werden. Dadurch wurde die offizielle Bezeichnung der Murtalbahn von Landesbahn Unzmarkt–Mauterndorf auf Landesbahn Unzmarkt–Tamsweg (U–T) geändert.
Oberhalb der nunmehrigen Endstation wird nach den schon 1983 begonnenen Vorarbeiten vom Club 760 unter dem Namen Taurachbahn seit 1988 ein Museumsverkehr durchgeführt. Dessen Züge halten an den Stationen zwischen dem oberen Streckenende und Sankt Andrä im Lungau und wenden etwas unterhalb davon beim ehemaligen Anschluss Funcke.
Nach Anschaffung der Diesellokomotiven in nur geringer Zahl musste der Betrieb weiter in der Form von Güterzügen mit Personenbeförderung abgewickelt werden, was unattraktiv lange Fahrzeiten bewirkte. Immer wieder gab es daher Überlegungen, den Personenverkehr zur Gänze von der Schiene auf die Straße zu verlegen. Die Entscheidung fiel jedoch zugunsten der Schiene. Daraufhin investierten die Steiermärkischen Landesbahnen in neue Triebwagen. Am 28. November 1980 wurde der erste Triebwagen (VT 31) nach Murau geliefert. Bereits am 9. Februar des Jahres hatte der Probeverkehr im Personenverkehr begonnen. 1981 wurden weitere drei Triebwagen (VT 32–34) angeschafft und zusätzlich vier Steuerwagen (VS 41–44) im Jahr 1982. Mit begleitenden Maßnahmen, wie der Modernisierung des Oberbaues mit Anhebung der Höchstgeschwindigkeit und dem Einbau von Rückfallweichen in Kreuzungsstationen, konnte ein Gesamtpaket zur Attraktivierung der Murtalbahn umgesetzt werden. 1999 wurde mit dem VT 35 ein weiterer Triebwagen beschafft. Die fünf Triebwagen und ihre Steuerwagen bewältigen bis zur Anschaffung einer neuen Fahrzeuggeneration den kompletten Personenverkehr auf der Murtalbahn.
2011 wurde das Gebäude des Bahnhofs Ramingstein-Thomatal aufgrund zu hoher Erhaltungskosten abgebrochen. Seit 2012 fahren Dampfzüge der Murtalbahn wieder bis Wölting.
Im Sommer 2025 werden vier Millionen Euro zur Modernisierung des Zugsicherungssystems investiert.

## Streckenverlauf

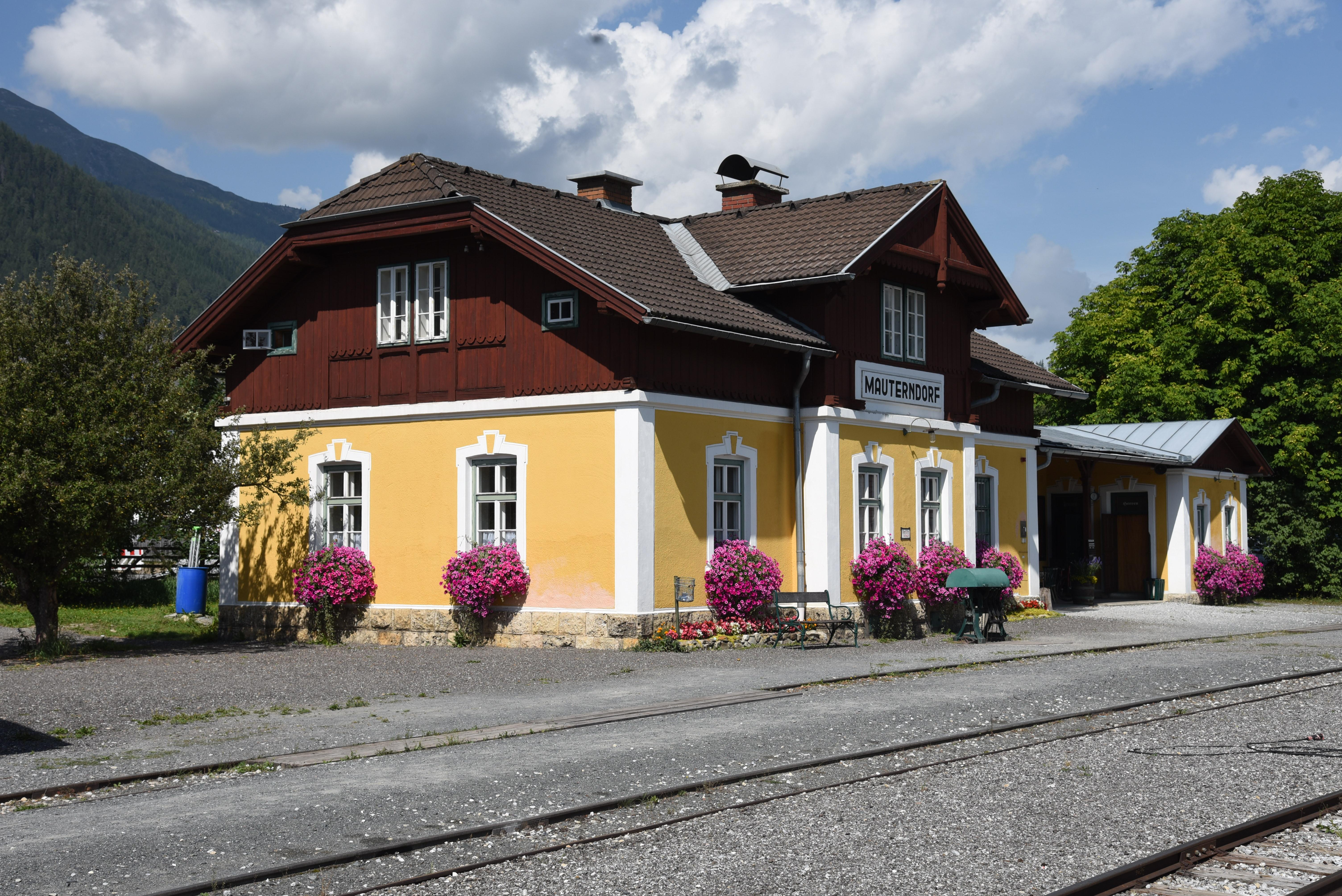
Mauterndorf Bahnhof

Die Murtalbahn nimmt im Bahnhof Unzmarkt an der Rudolfsbahn ihren Ausgang. Unter der hier die Mur südwärts kreuzenden Hauptstrecke hindurchgeführt, verbleibt sie westwärts am nördlichen Talfuß des Murtals bis etwa Lind bei Scheifling. Nach Übersetzen der Mur bei Teufenbach konnte die Lokalbahn am südlichen flachen Talboden bis zur Talenege in Murau angelegt werden. Hernach geht es wieder den Talboden entlang, nach St. Lorenzen ob Murau in der enger werdenden Talfurche am südlichen Talhangfuß, der bei Predlitz mit dem nördlichen getauscht wird. Bei Mignitz wendet sich die Streckenführung im Tal nach Norden bis ins Becken von Tamsweg. Im hier der Mur zustrebenden flachen Hochtal der Taurach gelangt die Murtalbahn dann Richtung Westen und zu ihrem Endpunkt Mauterndorf.

## Betrieb
Heute verkehrt auf der Murtalbahn im Personenverkehr alle zwei Stunden ein Zug. Die Zugkreuzungen finden zur geraden vollen Stunde in Murau statt. Zum Einsatz kommen die Dieseltriebwagen VT 31–35, teilweise in Mehrfachtraktion und mit Steuerwagen.
Außerdem besteht Güterverkehr, der von den 1966 gebauten Diesellokomotiven der Serie VL 11–16 durchgeführt wird.
Die Hauptwerkstätte der Murtalbahn befindet sich am Bahnhof Murau. Hier sind des Weiteren die nicht betriebsfähigen Lokomotiven U.40, U.43 und die Stainz 2 abgestellt.
Die Steiermärkischen Landesbahnen investieren fortlaufend in den Betrieb und in die Erhaltung der Strecke, die Infrastruktur befindet sich in einem mit normalspurigen Hauptstrecken vergleichbaren Zustand.

## Betriebszwischenfälle
Von 24. Juli abends bis 25. Juli 11:00 Uhr war die Bahnstrecke 2016 nach Murenabgängen in Tamsweg (Lasaberg, Einöden) an einer Stelle verlegt und daher gesperrt.
Am 18. November 2019 wurde nach schweren Unwettern mit Starkregen ein Abschnitt der Murtalbahn aufgrund von Murenabgängen und Unterspülungen des Gleiskörpers bei Stadl-Predlitz auf mehreren hundert Metern schwer beschädigt. Zwischen Unzmarkt und Murau konnte der Betrieb am 20. November wieder aufgenommen werden, die Wiederherstellung der weiteren Strecke wurde am 21. Dezember 2019 fertiggestellt. Die Schäden wurden vorerst auf 2 Mio. Euro geschätzt.
Am 9. Juli 2021, 07:05 Uhr, nach einer Nacht mit Gewittersturm, prallte ein Personenzug Richtung Tamsweg in Salzburg zwischen Kendlbruck und Predlitz hinter einer leichten Rechtskurve trotz sofort eingeleiteter Notbremsung gegen einen am Gleis liegenden Wurzelstock eines entwurzelten Baumes. Von der dreiteiligen Triebwagengarnitur entgleiste das führende Triebfahrzeug VT 31. Es stürzte über eine 4 m hohe befestigte Böschung am rechten Ufer in die Mur und kam auf der Seite in 1 m bis 1,5 m tiefem Wasser zu liegen. Der Triebfahrzeugführer und die Schüler schlugen mit Nothämmern Fensterscheiben als Notausstiege ein. 17 Schülerinnen und Schüler wurden leicht verletzt. Im Zug waren 53 Fahrgäste. Die beiden anderen Wagen verblieben im Gleis, da die Kupplung zum führenden Triebwagen bei der Entgleisung brach. Diese Wagen kamen notgebremst einige Meter nach der Unfallstelle zum Stehen. Der Unfall stieß eine Diskussion über den Betrieb der Bahnstrecke an. Am 21. Juli wurde ein Bergekonzept vorgestellt und der Triebwagen am 6. August geborgen. Aufgrund der schweren Zugänglichkeit der Unfallstelle kam dazu ein Raupenkran, der auf der linken Flussseite aufgestellt wurde und den Triebwagen mit einer maximalen Ausladung von 67 m hob, zum Einsatz.

## Diskussionen über Zukunft
Der Fortbestand der Murtalbahn galt 2011 kurzzeitig als nicht gesichert. Als Grund wurde die finanziell schwache Lage des Landes Steiermark angegeben. Tamswegs Bürgermeister vertrat die Ansicht, dass die Murtalbahn als ein Teil des Regionalverkehrskonzepts unverzichtbar sei, und auch der steirische Verkehrslandesrat Gerhard Kurzmann wollte die Bahn erhalten, verwies aber auf die enge budgetäre Lage.
Schon vor dem Unfall am 9. Juli 2021 äußerte die steirische Landesregierung unter Verkehrslandesrat Anton Lang und Landeshauptmann Hermann Schützenhöfer erneut Bedenken über einen langfristigen Schienenverkehr auf der Murtalbahn und favorisierte deren Einstellung zugunsten eines möglichen „Wasserstoff-Buskonzeptes“. Laut Schützenhöfer sei die Murtalbahn „schwer defizitär“, man könne sich den Betrieb auf Dauer „sehr sehr schwer leisten“ und der Verkehrsreferent [Anton Lang] habe ihm mitgeteilt, „das werden wir möglicherweise nicht mehr packen“, wie er in einem Interview in Steiermark Heute am 10. Juli verkündete.
Nach starkem medialen und politischen Druck, insbesondere von Seiten der Salzburger Landesregierung, bekannte sich die steirische Landesregierung abermals zur Bahnstrecke, forderte aber finanzielle Unterstützung vom Bund. Wegen des knappen Landesbudgets wurde eine Arbeitsgruppe im BMK eingerichtet, die eine günstige Modernisierungsstrategie erarbeiten soll. Ministerin Leonore Gewessler hatte zuvor in einer parlamentarischen Anfragenbeantwortung jedoch auf Prioritätensetzung zugunsten der Elektrifizierung der GKB und der steirischen Ostbahn verwiesen. Da das Land Steiermark bislang keinen ausgereiften Vorschlag präsentiert hatte, könne das BMK keine Finanzierungsunterstützung leisten.
Am 27. Juni 2025 nahm die Steiermarkbahn gemeinsam mit der Schiene Salzburg und der Schienenfahrzeugbeschaffung Tirol GmbH an einer Markterkundung über Schmalspurschienenfahrzeuge für die Murtalbahn, Pinzgauer Lokalbahn und Zillertalbahn teil. Für die Murtalbahn ist die Beschaffung von fünf dreiteiligen Elektrotriebwagen mit einer betrieblichen Höchstgeschwindigkeit von 90 km/h projektiert, wobei alle Achsen beider Endwagen angetrieben sein sollen. Jede Garnitur soll mindestens 150 Sitzplätze, 173 Stehplätze, 2 Rollstuhlplätze, 12 Fahrradstellplätze und eine Universaltoilette anbieten. Die Achslast darf 10,5 t nicht überschreiten, als Stromsystem ist Wechselstrom 15 kV / 50 Hz projektiert, wobei die Elektrifizierung der Gesamtstrecke langfristig als am wirtschaftlichsten angesehen wird.

## Fahrzeuge
Die Murtalbahn verfügte 2007 über
- 5 Dampfloks
- 3 Dieselloks

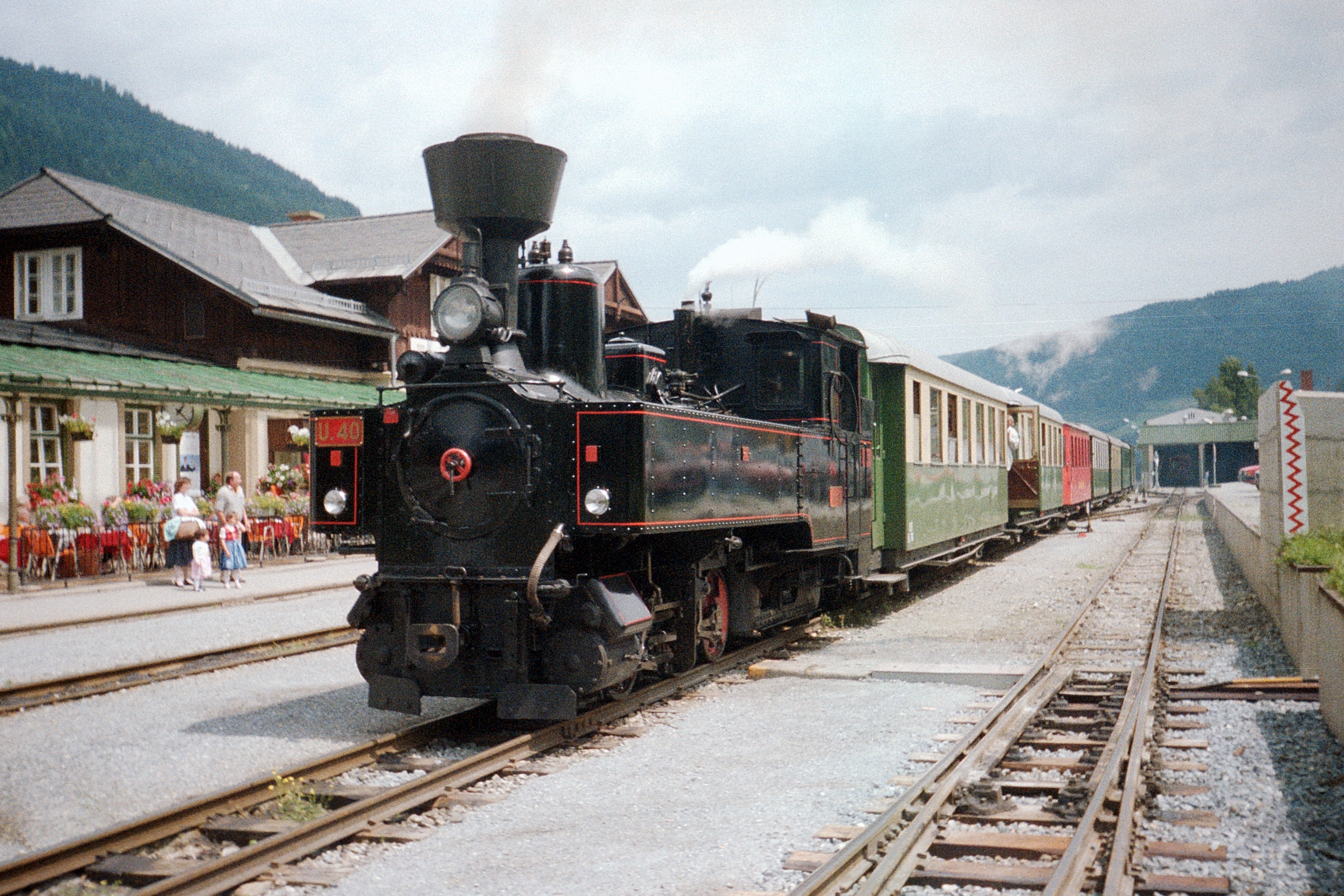
Dampfbummelzug mit U 40 im Bahnhof Murau (1989)

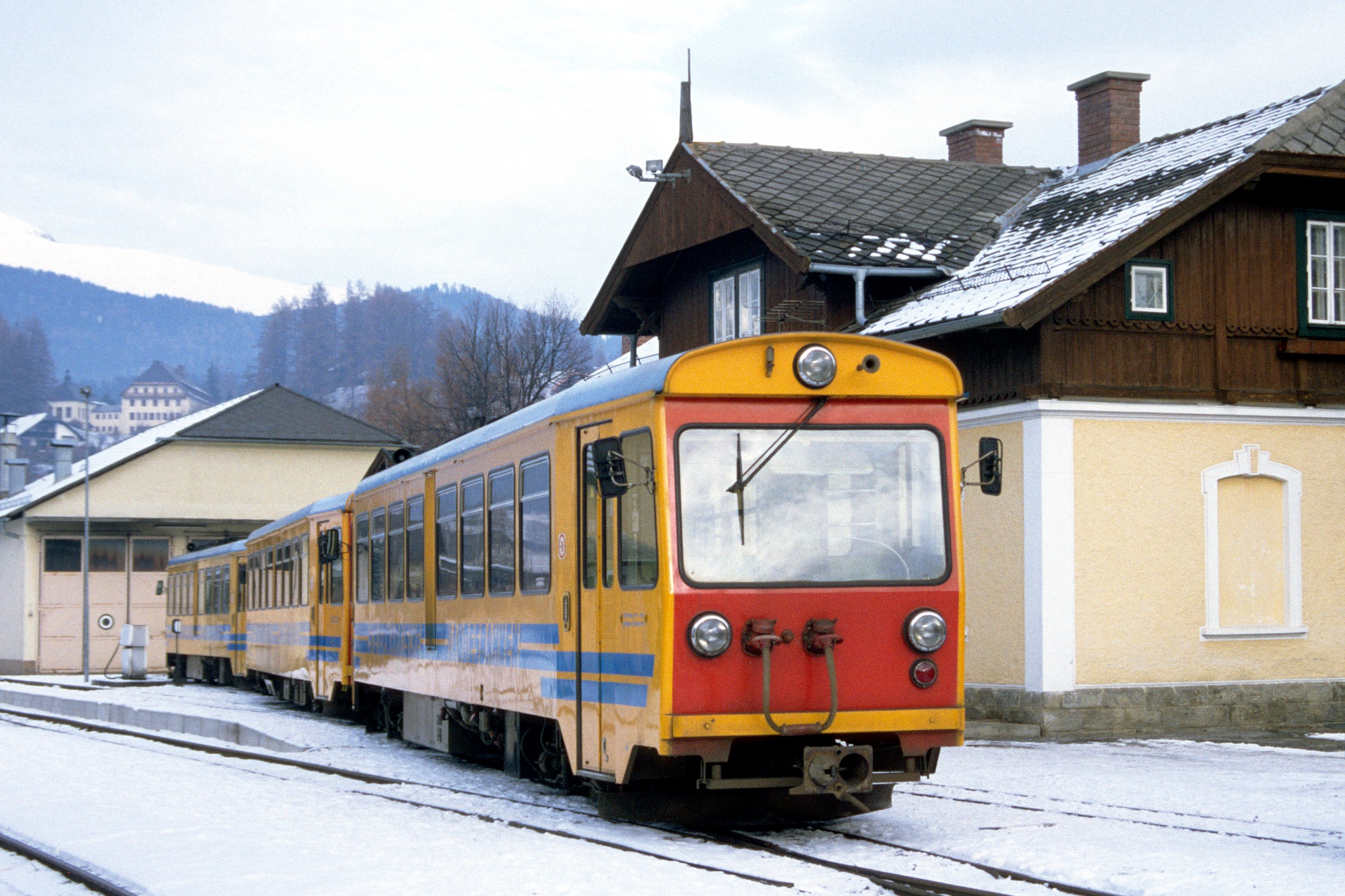
Triebwagenzug in ursprünglicher Farbgebung im Bhf. Tamsweg (1993)

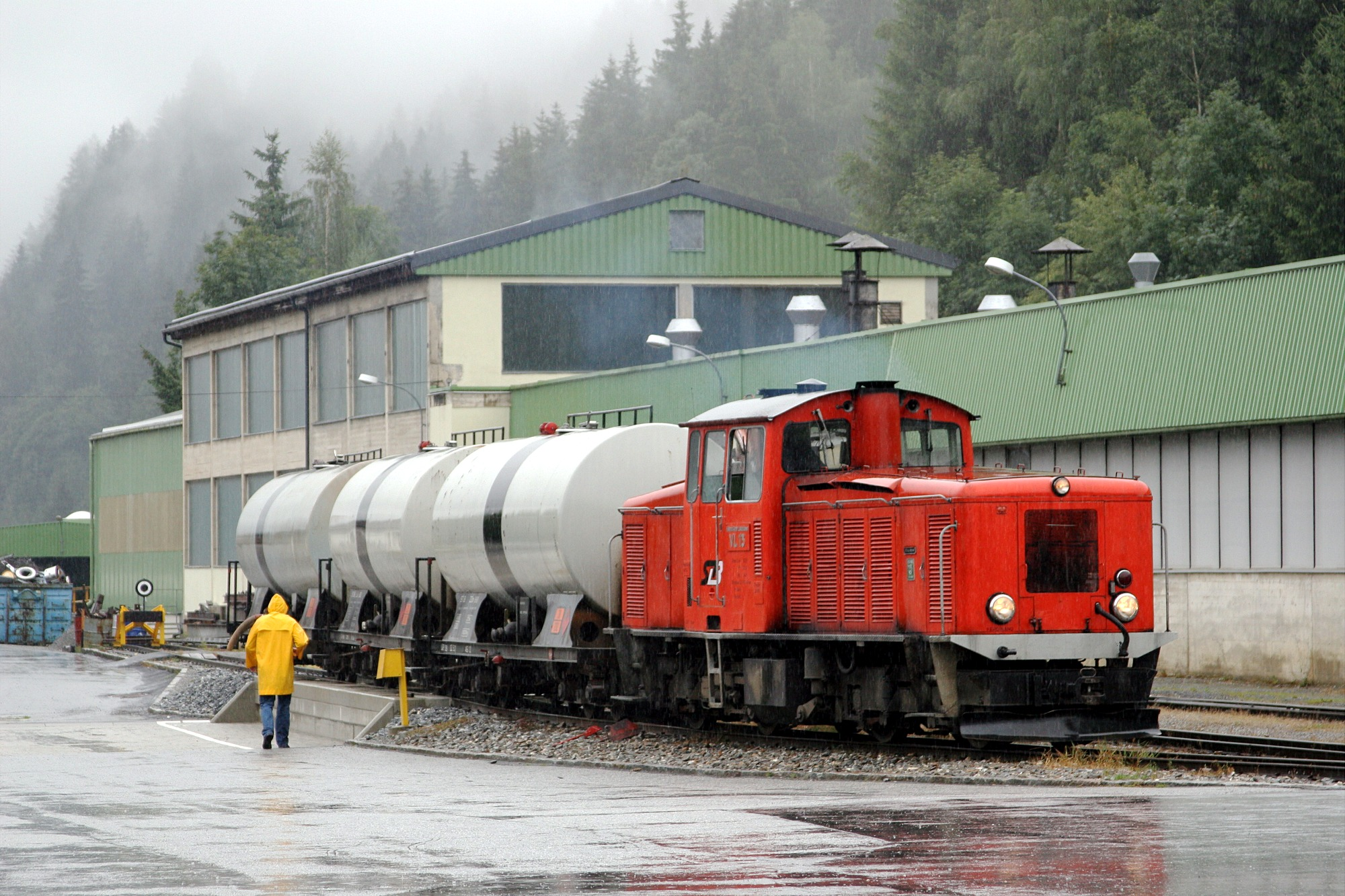
Diesellok mit Güterzug in Murau

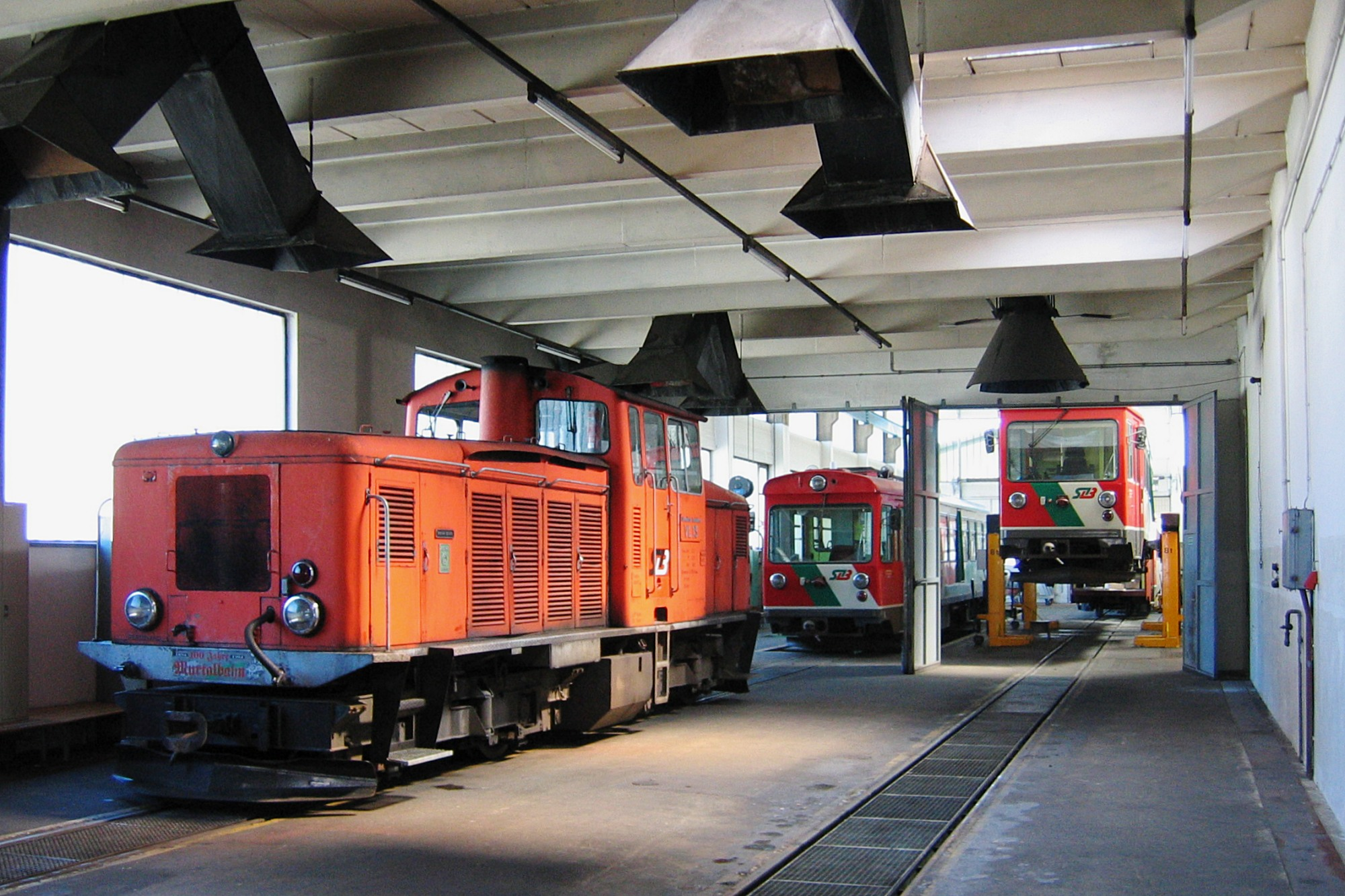
Die Betriebswerkstätte in Murau, hier werden die Fahrzeuge gewartet und repariert.

- 5 dieselelektrische Triebwagen und 4 Steuerwagen (davon einer in Murau abgestellt, inzwischen (2021) verkauft)
- 8 Personenwagen
- 2 Gepäckwagen
- 97 Güterwagen

Die ersten vier dieselelektrischen Triebwagen (VT 31–34) wurden zwischen 1981 und 1982 von der Firma Knotz in Wien gebaut, der fünfte (VT 35) 1999 von den Jenbacher Werken geliefert. Nach deren Vorbild wurde die Reihe 5090 der ÖBB gestaltet.
| Dampflokomotiven | Dampflokomotiven | Dampflokomotiven | Dampflokomotiven | Dampflokomotiven | Dampflokomotiven | Dampflokomotiven |
| Nummer           | Baujahr          | Hersteller       | Bauart           | Leistung (KW)    | Kraftübertragung | Vmax (km/h)      |
| ---------------- | ---------------- | ---------------- | ---------------- | ---------------- | ---------------- | ---------------- |
| Bh1              | 1905             | Krauss Linz      | C1-h2t           | 270              | Heißdampf        | 45               |
| Stainz 2         | 1892             | Krauss Linz      | B-h2t            | 090              | Heißdampf        | 35               |
| U 11             | 1894             | Krauss Linz      | C1-n2t           | 160              | Nassdampf        | 45               |
| U 40             | 1908             | Wiener Neustadt  | C1-h 2 t         | 200              | Heißdampf        | 45               |
| U 43             | 1913             | Krauss Linz      | C1-h2t           | 200              | Heißdampf        | 45               |

Die Bh1 und die U 11 sind 2019 betriebsfähig, die anderen sind abgestellt.
| Streckendiesellokomotiven | Streckendiesellokomotiven | Streckendiesellokomotiven | Streckendiesellokomotiven | Streckendiesellokomotiven | Streckendiesellokomotiven | Streckendiesellokomotiven |
| Nummer                    | Baujahr                   | Hersteller                | Bauart                    | Leistung (kW)             | Kraftübertragung          | Vmax (km/h)               |
| ------------------------- | ------------------------- | ------------------------- | ------------------------- | ------------------------- | ------------------------- | ------------------------- |
| VL 12                     | 1966                      | ÖMAG/BBC                  | Diesellok                 | 390                       | elektrisch                | 50                        |
| VL 13                     | 1967                      | ÖMAG/BBC                  | Diesellok                 | 390                       | elektrisch                | 50                        |
| VL 16                     | 1967                      | ÖMAG/BBC                  | Diesellok                 | 390                       | elektrisch                | 50                        |

| Verschubdiesellokomotiven | Verschubdiesellokomotiven | Verschubdiesellokomotiven | Verschubdiesellokomotiven | Verschubdiesellokomotiven | Verschubdiesellokomotiven | Verschubdiesellokomotiven |
| Nummer                    | Baujahr                   | Hersteller                | Bauart                    | Leistung (kW)             | Kraftübertragung          | Vmax (km/h)               |
| ------------------------- | ------------------------- | ------------------------- | ------------------------- | ------------------------- | ------------------------- | ------------------------- |
| VL 5                      | 1938                      | Demag                     | Kleinlok                  | 160                       | mechanisch                | 20                        |
| VL 6                      | 1959                      | O&K, Voith                | Kleinlok                  | 100                       | hydraulisch               | 20                        |
| VL 7                      | 1940                      | Gmeinder                  | Kleinlok                  | 090                       | hydraulisch               | 20                        |

| Triebwagen | Triebwagen | Triebwagen | Triebwagen       | Triebwagen    | Triebwagen       | Triebwagen  |
| Nummer     | Baujahr    | Hersteller | Bauart           | Leistung (kW) | Kraftübertragung | Vmax (km/h) |
| ---------- | ---------- | ---------- | ---------------- | ------------- | ---------------- | ----------- |
| VT 31      | 1980       | Knotz/BBC  | Dieseltriebwagen | 221           | elektrisch       | 70          |
| VT 32      | 1981       | Knotz/BBC  | Dieseltriebwagen | 221           | elektrisch       | 70          |
| VT 33      | 1981       | Knotz/BBC  | Dieseltriebwagen | 221           | elektrisch       | 70          |
| VT 34      | 1981       | Knotz/BBC  | Dieseltriebwagen | 250           | elektrisch       | 70          |
| VT 35      | 1998       | Jenbacher  | Dieseltriebwagen | 250           | D-E              | 70          |

| Steuerwagen | Steuerwagen | Steuerwagen | Steuerwagen | Steuerwagen   | Steuerwagen      | Steuerwagen |
| Nummer      | Baujahr     | Hersteller  | Bauart      | Leistung (kW) | Kraftübertragung | Vmax (km/h) |
| ----------- | ----------- | ----------- | ----------- | ------------- | ---------------- | ----------- |
| VS 41       | 1982        | Knotz/BBC   | Steuerwagen | –             | –                | 70          |
| VS 42       | 1982        | Knotz/BBC   | Steuerwagen | –             | –                | 70          |
| VS 43       | 1982        | Knotz/BBC   | Steuerwagen | –             | –                | 70          |
| VS 44       | 1982        | Knotz/BBC   | Steuerwagen | –             | –                | 70          |

## Tourismus

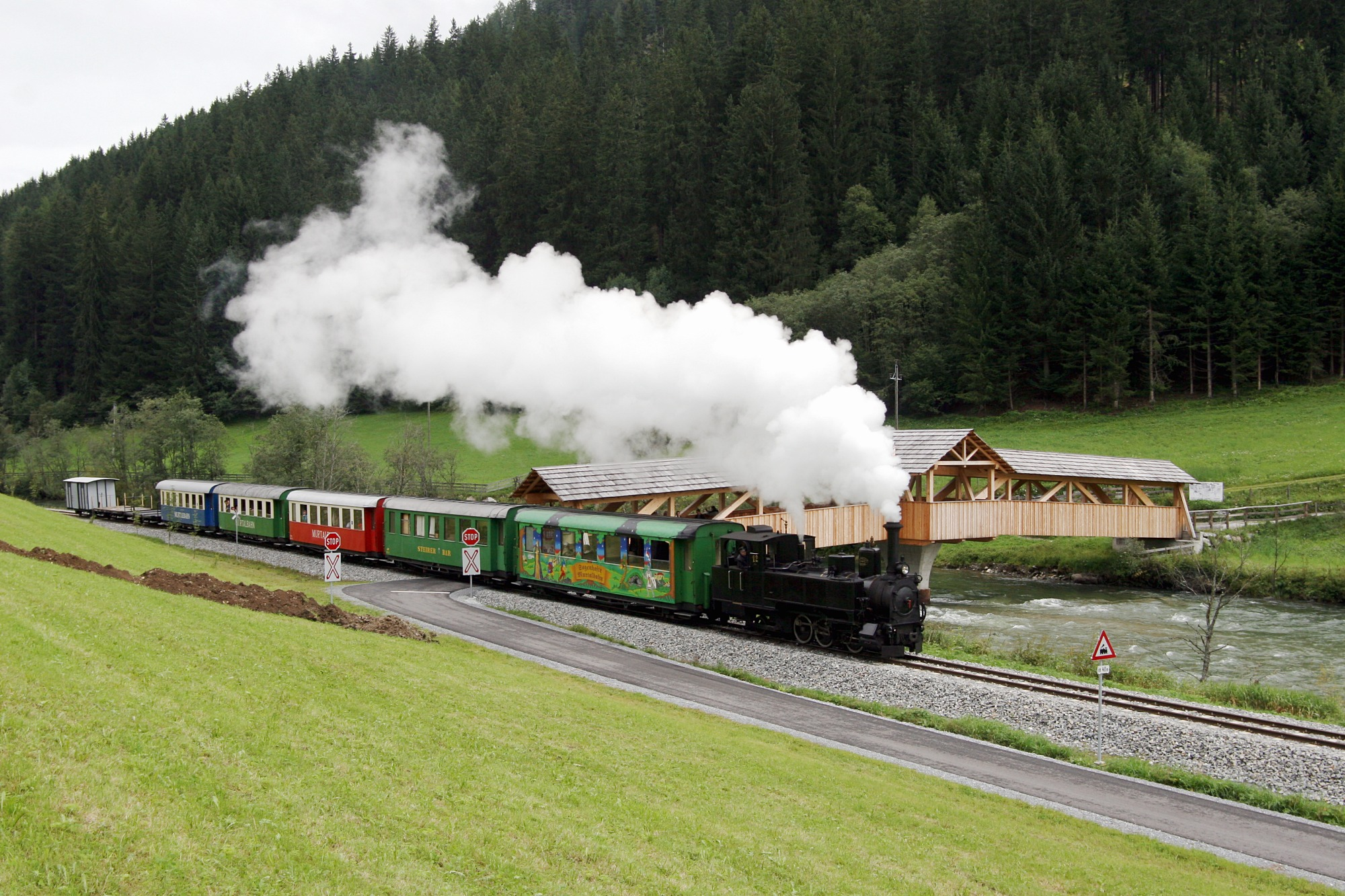
Dampfbummelzug nahe Tamsweg

In den Sommermonaten setzen die Steiermärkischen Landesbahnen Dampfbummelzüge in Verkehr, die dienstags und donnerstags das landschaftlich reizvollste Stück zwischen Murau und Tamsweg befahren. Insbesondere das Engtal zwischen Madling und Tamsweg-St. Leonhard gilt als Abschnitt mit lohnenden Fotomotiven. Gezogen werden die Fahrten von den Lokomotiven Bh.1 oder U.11. Auf der Strecke können Dampfsonderzüge in Anspruch genommen und Amateurlokfahrten bestellt werden.
Im Bahnhof Frojach-Katschtal befindet sich in einer vom Club 760 eigens errichteten Fahrzeughalle ein Schmalspurbahnmuseum. Der Club 760, Verein der Freunde der Murtalbahn, wurde im Jahr 1969 anlässlich der 75-Jahr-Feier der Murtalbahn gegründet. Benannt ist der Club nach der Spurweite der Murtalbahn (760 mm).